# 1104
1104 (MCIV) var ett skottår som började en fredag i den julianska kalendern.

## Händelser

### Okänt datum
- När nyheten om Erik Ejegods död året innan når Danmark efterträds han av sin bror Nils Svensson som landets nye kung. Denne blir den femte och siste av Sven Estridssons söner på den danska tronen.
- Det påvliga beslutet om att Norden skall bli ett eget ärkestift når Lund, varför det nu genomförs. Stiftet omfattar den skandinaviska Norden och Lunds biskop Ascer blir därmed dess förste ärkebiskop. Även Island inordnas i stiftet.
- Världens första fabrik, arsenalen i Venedig, uppförs.
- Alfonso blir kung av Aragonien och Navarra.
- Den isländska vulkanen Hekla får utbrott för första gången sedan förhistorisk tid.

## Födda
- Vsevolod II av Kiev, furste av Tjernihiv och storfurste av Kiev.

## Avlidna
- 28 september – Peter I av Aragonien, kung av Navarra och kung av Aragonien.